# Marble (KDE)
Marble è un applicativo libero e open source per la visualizzazione di carte geografiche sviluppato all'interno del progetto KDE, è utilizzabile su sistemi operativi compatibili con Qt4.
Marble è progettato in un'ottica di elevata flessibilità tale da consentire di integrarlo facilmente in altri programmi, fornendo così, per esempio, funzionalità di geolocalizzazione a digiKam, un gestore di fotografie per KDE. Si pianifica la possibilità di esecuzione anche senza l'accelerazione hardware e la possibilità di essere esteso utilizzando OpenGL.

## Caratteristiche
Consente di esplorare differenti corpi celesti come Terra, Luna, Marte e Venere. Per quanto riguarda la Terra sono disponibili differenti mappe:
- Atlante, una generica cartina fisica della Terra;
- Vista satellitare, rappresenta la Terra vista dallo Spazio;
- OpenStreetMap, si interfaccia con il servizio omonimo per fornire una visuale dettagliata del territorio;
- La Terra di notte, vista satellitare notturna, è stata creata con i dati di Defense Meteorological Satellite Program (DMSP) Operational Linescan System (OLS);
- Mappa semplice, vista semplificata con confini e città;
- Mappa storica del 1689, creata da G. van Schagen ad Amsterdam;
- Natural Earth, pone l'accento sulle caratteristiche fisiche del nostro pianeta;
- Precipitazioni (dicembre), una mappa che mostra il livello medio delle precipitazioni a dicembre;
- Precipitazioni (luglio), una mappa che mostra il livello medio delle precipitazioni a luglio;
- Temperatura (dicembre), una mappa che mostra le temperature medie a dicembre;
- Temperatura (luglio), una mappa che mostra le temperature medie a luglio.

Ogni corpo celeste può essere visualizzato con differenti proiezioni:
- Globo;
- Mappa piana;
- Mercatore.

Ogni proiezione è navigabile con l'ausilio del mouse, cliccando e trascinando per spostare la visualizzazione e ruotando la rotella di scorrimento per variare l'ingrandimento.
La navigazione tra le località è agevolata da un elenco alfabetico delle stesse o dall'utilizzo di una casella di ricerca. È possibile misurare la distanza tra due località aggiungendo con il mouse due punti di misura e visualizzare la copertura nuvolosa attuale od osservare l'alternarsi di giorno e notte sul pianeta selezionato e lo spostamento delle stelle a seconda della data e dell'ora, variabili a piacere. Per ogni località è disponibile l'accesso al relativo articolo di Wikipedia, se presente. Altra integrazione con servizio online è la visualizzazione di fotografie provenienti da Flickr relative ai luoghi visualizzati.